# Młoda Armia Dońska
Młoda Armia Dońska (ros. Молодая Донская Aрмия) – związek operacyjny Armii Dońskiej podczas wojny domowej w Rosji.
Armia została sformowana rozkazem atamana gen. Piotra N. Krasnowa w maju-sierpniu 1918 r. Miała liczyć ok. 20 tys. młodych Kozaków dońskich w wieku 19–20 lat. Nie służyli oni wcześniej w armii rosyjskiej i z tego względu nie byli poddani bolszewickiej propagandzie. Rozmieszczono ich w 3 obozach: piersanowskim, własowskim i kamienskim, które znajdowały się w rejonie Nowoczerkaska. Armia została podzielona na 1, 2 i 3 Dońskie Dywizje Konne, 1 Dońską Brygadę Płastuńską, 1 Doński Batalion Saperów, Doński Dywizjon Samolotowy, Doński Dywizjon Samochodów Pancernych, Doński Dywizjon Artylerii (na pocz. września podporządkowany dowódcy artylerii Armii Dońskiej) i Doński Pluton Chemiczny. W późniejszym okresie podporządkowano jej 4 Dońską Dywizję Pograniczną. 26 sierpnia 1918 r. odbyła się uroczysta parada Młodej Armii Dońskiej przed członkami Wielkiego Kręgu Wojskowego. Oddziały otrzymały sztandary carskiej armii. Poszczególne jednostki wojskowe Armii nie działały wspólnie, lecz walczyły samodzielnie. 12 maja 1919 r. weszły one w skład III Dońskiego Korpusu Samodzielnego.